# Diario de un nómada
Diario de un nómada es un programa de televisión, emitido por La 2 de Televisión española desde el 25 de enero de 2015.

## Formato
Se trata de una serie documental, en la que el presentador y director, Miquel Silvestre recorre distintos lugares del mundo en motocicleta.

## Antecedentes
Miquel Silvestre, registrador de la propiedad de profesión, había abandonado su trabajo para recorrer el mundo en moto y él mismo comenzó a colgar los vídeos de sus recorridos y peripecias en Youtube. Los directivos de la cadena TVE repararon en ello, y le propusieron la realización de la serie de forma profesional para su posterior emisión por televisión.
TVE también ha emitido los capítulos que el conductor subió en Youtube, si bien no forman parte de la serie:
| Número | Título                    | País visitado             | Fecha de emisión |
| ------ | ------------------------- | ------------------------- | ---------------- |
| 24     | Egipto y Sudán            | Egipto, Sudán             | 2015-07-09       |
| 25     | Etiopía y Kenia           | Etiopía, Kenia            | 2015-07-19       |
| 26     | India y Nepal             | India, Nepal              | 2015-07-26       |
| 27     | Nepal, Tailandia, Malasia | Nepal, Tailandia, Malasia | 2015-08-02       |
| 28     | Sumatra y Java            | Indonesia                 | 2015-08-09       |
| 29     | Borneo y Filipinas        | Indonesia, Filipinas      | 2015-08-16       |
| 30     | Canadá                    | Canadá                    | 2015-08-23       |

## Premios y galardones
- Premios Gredos[4]
- Certificado BIOSPHERE[5]
- Premios Zapping[6] edición XXV[7]

## Temporadas
| Temporada | Título                         | Estreno                  | Episodios |
| --------- | ------------------------------ | ------------------------ | --------- |
| 1         | América                        | 25 de enero de 2015      | 13        |
| 2         | Ruta 66                        | 26 de abril de 2015      | 10        |
| 3         | Operación Ararat               | 13 de marzo de 2016      | 14        |
| 4         | Destino Dakar                  | 18 de septiembre de 2016 | 13        |
| 5         | La España vacía                | 9 de julio de 2017       | 7         |
| 6         | Operación Plaza Roja           | 12 de noviembre de 2017  | 13        |
| 7         | Ruta de la Seda                | 13 de mayo de 2018       | 13        |
| 8         | Carreteras Extremas I          | 13 de enero de 2019      | 13        |
| 9         | Carreteras Extremas II         | 6 de octubre de 2019     | 13        |
| 10        | Las huellas del Gengis Khan    | 19 de enero de 2020      | 12        |
| 11        | Las huellas del Gengis Khan II | 4 de octubre de 2020     | 12        |

## Capítulos
| #   | Título                                                       | País visitado                   | Fecha de emisión |
| --- | ------------------------------------------------------------ | ------------------------------- | ---------------- |
| 01  | La conquista de los Andes                                    | Chile                           | 2015-01-25       |
| 02  | El martirio de Pedro de Valdivia                             | Argentina, Chile                | 2015-02-01       |
| 03  | Ruta 40 de Argentina, Península Valdés y Puerto San Julián   | Argentina                       | 2015-02-08       |
| 04  | Viaje al Estrecho de Magallanes y visita a Puerto del Hambre | Argentina, Chile                | 2015-02-15       |
| 05  | El estuario de los caníbales                                 | Argentina                       | 2015-02-22       |
| 06  | Cataratas de libertad                                        | Argentina                       | 2015-03-01       |
| 07  | En busca del Cerro Rico                                      | Paraguay, Bolivia               | 2015-03-08       |
| 08  | La fuga de Monroy                                            | Bolivia, Chile                  | 2015-03-15       |
| 09  | El camino de los Incas (I)                                   | Perú                            | 2015-03-22       |
| 10  | El camino de los Incas (II)                                  | Perú                            | 2015-03-29       |
| 11  | En busca del país de la Canela                               | Ecuador                         | 2015-04-05       |
| 12  | En Busca del Dorado                                          | Colombia                        | 2015-04-12       |
| 13  | El descubrimiento del Pacífico                               | Panamá                          | 2015-04-19       |
| 14  | San Francisco                                                | Estados Unidos (California)     | 2015-04-26       |
| 15  | Death Valley National Park                                   | Estados Unidos (California)     | 2015-05-03       |
| 16  | De la Ruta 66 al Gran Cañón                                  | Estados Unidos (Arizona)        | 2015-05-10       |
| 17  | Nuevo México                                                 | Estados Unidos (Nuevo México)   | 2015-05-17       |
| 18  | Santa Fe                                                     | Estados Unidos (Nuevo México)   | 2015-05-25       |
| 19  | México                                                       | México                          | 2015-05-31       |
| 20  | Guanajuato con Teo Romera "Mr Hicks 46"                      | México                          | 2015-06-07       |
| 21  | Tequila y peajes                                             | México                          | 2015-06-14       |
| 22  | Hotel California                                             | México                          | 2015-06-21       |
| 23  | Despedida en Tijuana                                         | México                          | 2015-06-28       |
| 24  | Operación Ararat. Los preparativos                           | -                               | 2016-03-13       |
| 25  | Boris de Andorra y los españoles de Beziers                  | Andorra, Francia                | 2016-03-20       |
| 26  | De la bodega al infierno                                     | Francia                         | 2016-03-27       |
| 27  | La tumba del último Borbón                                   | Italia, Eslovenia               | 2016-04-03       |
| 28  | La plaza de España en Bosnia                                 | Croacia, Bosnia-Herzegovina     | 2016-04-10       |
| 29  | El tercio viejo de Sarmiento                                 | Bosnia-Herzegovina              | 2016-04-17       |
| 30  | Surrealismo en Albania                                       | Montenegro, Albania             | 2016-04-24       |
| 31  | Viaje desde Albania a Macedonia (sin fruta)                  | Albania, Macedonia              | 2016-05-01       |
| 32  | Ensalada griega                                              | Grecia                          | 2016-05-08       |
| 33  | Capadocia                                                    | Turquía                         | 2016-05-15       |
| 34  | Anatolia Central                                             | Turquía                         | 2016-05-22       |
| 35  | Un pajar en el teatro                                        | Turquía                         | 2016-05-29       |
| 36  | Georgia                                                      | Georgia                         | 2016-06-05       |
| 37  | Ararat                                                       | Armenia                         | 2016-06-12       |
| 38  | Destino Dakar: Preparativos                                  | España                          | 2016-09-18       |
| 39  | De Madrid a Sevilla                                          | España                          | 2016-09-25       |
| 40  | De Sevilla a Tetuán                                          | Marruecos                       | 2016-10-02       |
| 41  | De Tetuán a Melilla                                          | Marruecos, España               | 2016-10-09       |
| 42  | De Melilla a Merzuga                                         | España, Marruecos               | 2016-10-16       |
| 43  | De Merzuga a Ouarzazate                                      | Marruecos                       | 2016-10-23       |
| 44  | De Ouarzazate a Essaouira                                    | Marruecos                       | 2016-10-30       |
| 45  | De Sidi Ifni a Tarfaya                                       | Marruecos                       | 2016-11-06       |
| 46  | De Tarfaya a Villa Cisneros                                  | Marruecos - Sahara Occidental - | 2016-11-13       |
| 47  | Villa Cisneros                                               | Sahara Occidental               | 2016-11-20       |
| 48  | De Villa Cisneros a Nuakchot                                 | Sahara Occidental, Mauritania   | 2016-11-27       |
| 49  | De Nuakchot a San Luis                                       | Mauritania, Senegal             | 2016-12-04       |
| 50  | Final en Dakar                                               | Senegal, Mauritania             | 2016-12-11       |
| 51  | Valencia                                                     | España                          | 2017-07-09       |
| 51  | Almería                                                      | España                          | 2017-07-16       |
| 52  | Talavera                                                     | España                          | 2017-07-23       |
| 53  | Orense                                                       | España                          | 2017-07-30       |
| 54  | Torremolinos I                                               | España                          | 2017-08-06       |
| 55  | Torremolinos II                                              | España                          | 2017-08-13       |
| 56  | Cuenca                                                       | España                          | 2017-08-20       |
| 57  | Viena:Puerta del telón de acero                              | Austria                         | 2017-11-12       |
| 58  | La historia del español bueno                                | Hungría                         | 2017-11-19       |
| 59  | La gran llanura panónica                                     | Hungría                         | 2017-11-26       |
| 60  | Escalada de terror en Transilvania                           | Rumanía                         | 2017-12-03       |
| 61  | Bucovina: La joya escondida                                  | Rumanía                         | 2017-12-10       |
| 62  | Transnitria: El tozudo país inexistente                      | Moldavia                        | 2017-12-17       |
| 63  | Comiendo con mosquitos y caviar                              | Astracán                        | 2018-05-01       |
| 64  | Kazajistán el reino de los baches                            | Astracán                        | 2018-05-20       |
| 65  | La infinita estepa                                           | Kazajistán                      | 2018-05-27       |
| 66  | Desierto de Kyzyl Kum                                        | Uzbekistán                      | 2018-06-03       |
| 67  | Navegando un mar que ya no existe                            | Uzbekistán                      | 2018-06-10       |
| 68  | La ciudad joya de Khiva                                      | Khiva                           | 2018-06-17       |
| 69  | Bujará, la joya de la ruta de la seda                        | Bujará                          | 2018-06-24       |
| 70  | Accidente en Uzbekistán                                      | Samarcanda                      | 2018-07-01       |
| 71  | De Samarkanda a las estrellas                                | Samarcanda                      | 2018-07-08       |
| 72  | Valle de Ferganá                                             | Valle de Ferganá                | 2018-07-15       |
| 73  | Kirguistán, del valle a la montaña                           | Kirguistán                      | 2018-07-22       |
| 74  | Paraíso e infierno                                           | Biskek                          | 2018-07-29       |
| 75  | Vuelta a casa                                                | Biskek                          | 2018-08-05       |
| 76  | Los preparativos                                             | España                          | 2019-01-13       |
| 77  | Cruzando las columnas de Hércules                            | España                          | 2019-01-20       |
| 78  | Recordando viaje a Cabo Norte                                | España                          | 2019-01-27       |
| 79  | Regresando a Asia Central                                    | Kirguistán                      | 2019-01-03       |
| 80  | El túnel más peligroso del mundo                             | Gorno Bakdasan                  | 2019-02-10       |
| 81  | Dusambé, la ciudad que era lunes                             | Dusambé                         | 2019-02-17       |
| 82  | Frontera entre civilización y barbarie                       | Afganistán                      | 2019-02-24       |
| 83  | Las niñas libres de Tayikistán                               | Korok                           | 2019-03-03       |
| 84  | Tayikistán el país de los milagros                           | Tayikistán                      | 2019-03-10       |
| 85  | El Pamir                                                     | Murghob                         | 2019-03-17       |
| 86  | Más Pamir                                                    | Biskek                          | 2019-03-24       |
| 87  | Cerrando el círculo                                          | Sary Tash                       | 2019-03-31       |
| 88  | Un nuevo hasta la vista                                      | Biskek                          | 2019-04-07       |
| 89  | Cruzando las columnas de Hércules                            | España                          | 2019-10-06       |
| 90  | Carretera R307 (1.ª parte)                                   | España                          | 2019-10-13       |
| 91  | Carretera R307 (2.ª parte)                                   | Megdaz                          | 2019-10-20       |
| 92  | Las gargantas del Dadès                                      | Skoura                          | 2019-10-27       |
| 93  | Rompiendo la cuarta pared                                    | Tánger                          | 2019-11-03       |
| 94  | La carretera de los Trolls                                   | Noruega                         | 2019-11-10       |
| 95  | La carretera del océano Atlántico                            | Steinkjer                       | 2019-11-17       |
| 96  | La carretera sangrienta                                      | Círculo polar ártico            | 2019-11-24       |
| 97  | La española adicta a los inviernos                           | Cabo Norte                      | 2019-12-01       |
| 98  | Llegada a Cabo Norte                                         | Cabo Norte                      | 2019-12-08       |
| 99  | Operación Iriki                                              | España                          | 2019-12-15       |
| 100 | La interminable                                              | Dunas de Erg Chebb              | 2019-12-22       |
| 101 | Lago Iriki                                                   | Marruecos                       | 2019-12-29       |
| 102 | Recuperando la gorda                                         | España                          | 2020-01-19       |
| 103 | Conociendo a Gagharin en Kirguistán                          | Kirguistán                      | 2020-01-26       |
| 104 | De Caracol a Kazajistán                                      | Kazajistán                      | 2020-02-02       |
| 105 | Por el sur de Kazajistán                                     | Kazajistán                      | 2020-02-09       |
| 106 | Almati ciudad padre de las manzanas                          | Almati                          | 2020-02-16       |
| 107 | Navegando por la estepa de Kazajistán                        | Kazajistán                      | 2020-02-23       |
| 108 | Semey, la ciudad nuclear                                     | Kazajistán                      | 2020-03-01       |
| 109 | Semey                                                        | Kazajistán                      | 2020-03-08       |
| 110 | De Semey a Siberia                                           | Kazajistán                      | 2020-03-15       |
| 111 | ¿Qué rutas no puedes dejar de hacer?                         | España                          | 2020-03-17       |
| 112 | De Barnaul al Altair ruso                                    | Barnaul                         | 2020-03-22       |
| 113 | La Chuya Highway de Altair                                   | Altái ruso                      | 2020-03-29       |
| 114 | Catástrofe a las puertas de Mongolia                         | Altái ruso                      | 2020-04-05       |
| 115 | La caótica frontera de Mongolia                              | Mongoiia                        | 2020-10-04       |
| 116 | Concierto familiar en Mongolia                               | Mongoiia                        | 2020-10-11       |
| 117 | Las atroces carreteras de Mongolia                           | Mongolia                        | 2020-10-18       |
| 118 | El hotel fantasma de Mongolia                                | Mongolia                        | 2020-10-25       |
| 119 | Acampando en la estepa de Mongolia                           | Mongolia                        | 2020-11-01       |
| 120 | Navegando la infernal estepa de Mongolia                     | Mongolia                        | 2020-11-08       |
| 121 | En busca del maldito asfalto                                 | Mongolia                        | 2020-11-15       |
| 122 | Conociendo el budismo de Mongolia                            | Mongolia                        | 2020-11-22       |